# Gustav Just

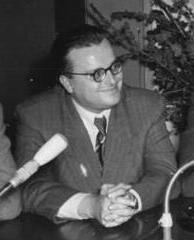
Gustav Just (1954).

Gustav Just, född 16 juni 1921 i Jablonec nad Nisou i Tjeckoslovakien, död 23 februari 2011 i Prenden, var en tysk journalist och politiker.
Just trädde in i Hitlerjugend 1938 och slogs som frivillig mot Sovjetunionen under andra världskriget. Strax efter kriget var han verksam som lärare. Just var mellan 1946 och 1957 medlem i Tysklands socialistiska enhetsparti och innehade däri olika befattningar, bland annat som förste sekreterare för Tyska författarförbundet (DSV). Därtill var han fram till 1956 chefredaktör för veckotidningen Sonntag. 1957 dömdes han i egenskap av medlem i den "statsfientliga" gruppen kring Wolfgang Harich till fängelse. Efter frisläppandet sysslade Just med översättning av tjeckisk och slovakisk litteratur. 
Vid valet till Brandenburgs lantdag i det återförenade Tyskland 1990 blev Just invald som kandidat för Socialdemokraterna. Han tvingades dock avgå från sin tjänst då det blev känt att han under andra världskriget deltagit i avrättningar på östfronten.
Förutom ett otal översättningar skrev Just en handfull böcker, bland annat Karl Marx zu Fragen der Kunst und Literatur och Zeuge in eigener Sache.